# خوقند
خوقَند (به ازبکی: Qo‘qon / Қўқон / قوقان) (به تاجیکی: قوقند، Қӯқанд) (به روسی: Коканд) شهری است در ازبکستان امروزی است. شمار مردمان آن در سرشماری سال ۱۹۹۹ میلادی، ۱۹۲٬۵۰۰ تَن بوده‌است. خوقَند در دره فرغانه مرکز واحه‌ای پربار و آبیاری شده، در ۲۲۸ کیلومتری جنوب خاوری تاشکند، ۱۱۵ کیلومتری باختر اندیجان، و ۸۸ کیلومتری فرغانه واقع شده‌است. این شهر یکی از مهم‌ترین مراکز داد و ستد در آسیای میانه است. بر پیوندگاه خطوط آهن قرار دارد و صادرات آن ابریشم و پنبه است. چشمگیرترین بنای آن، کاخ خان‌های پیشین خوقند می‌باشد. نام خوقند که به صورت‌های خوکند، کوکند، خُقند، قوقن، خواکند و خواقند نیز به‌کار رفته‌است بارتولد و باسورث نام این شهر را خوکند و مرکّب از خوک + کند به معنای شهر خوک (گراز) دانسته‌اند.

## پیشینه
خوقند یکی از قدیمی‌ترین شهرهای ازبکستان است. تاریخ آن تا اوایل سدهٔ ۱۲ام ه‍.ق همان تاریخ فَرغانه است و در سال ۱۱۲۲ ه‍.ق (۱۷۱۰م) یکی از نوادگان ابوالخیر شیبانی به‌نام شاهرخ بیک اول در فرغانه مستقر شد؛ دولتی که وی بنیان گذارد به خانات خوقند معروف است که پایتخت آن فرغانه بود. بنیانگذار شکوه شهر و خانات خوقند، امیرعالم خان بود که از ۱۲۱۵ تا ۱۲۲۴ ه‍.ق فرمانروایی کرد، و همهٔ فرغانه را تحت استیلای خود آورد و تاشکند و چیمکند را نیز گرفت و قدرتش بجایی رسید که با امیر بخارا برابری می‌کرد. وی سرانجام کشته شد و پس از او برادرش محمدعمرخان معروف به عمرخان فرمانروا شد (۱۲۲۴–۱۲۲۷ ه‍.ق). او بخشی از فرارود و دشت قرقیزستان را که از آن امیر بخارا بود به خانات خوقند ملحق نمود و خود را امیرالمسلمین لقب داد.
عمرخان شاعر و حامی اهل دانش بود و تلاش‌هایش برای آبادانی، وضع آبیاری فرغانه را بکلی دگرگون ساخت. برادرزاده و جانشین او محمدعلی ابن عمر از حدود ۱۲۳۷ تا ۱۲۵۶ ه‍.ق امارت داشت در ابتدای فرمانرواییش، خانات خوقند به منتهای عظمت خود رسید اما وی مردی خودکامه و ستمکار بود و مردم از دست او به تنگ آمدند.
در روزگار فرمانروایی محمد علی خان بر خوقند، یک چندی پادشاه ختا لشکر به کاشغر کشید و محمد علی خان، درصدد مقابله برآمده و اهل ختا را رانده و فتحنامهٔ آن را توسط عبدالرحمن بیگ از ملازمان خود به اتفاق قاضی خوقند به دربار ایران و عثمانی فرستاد.
سرانجام نصرالله امیر بخارا ظاهراً به دعوت مردم به خانات خوقند تاخت و لشکر محمدعلی را مغلوب و پایتخت وی را تصرف کرد و محمدعلی در حین گریز کشته شد. در همان سال شیرعلی که از عموزادگان عالم خان و عمرخان بود مهاجمان را از آن ناحیه بیرون راند و بر تخت امارت خوقند نشست. از این زمان به بعد خانات خوقند گرفتار اغتشاشات داخلی و یورش‌های قبایل پیرامون و جنگ‌های امیر بخارا شدند.
خوقند در نیمهٔ دوم سدهٔ نوزدهم گرایش‌هایی به طرف خان خیوه پیدا کرد و حکام دو منطقه، علیه نیروهای روسی اقداماتی تدافعی انجام دادند و شکست‌هایی به آن‌ها وارد آوردند؛ اما سرانجام دولت تزار موفق شد «آق‌مسجد» را از قلعه‌های مهم کرانهٔ رود سیردریا و سپس تاشکند را از شهرهای تابع خوقند در ۱۸۶۵م تصرف کند و از آن پس زمینهٔ تحت‌الحمایه‌شدن خوقند به دست روس‌ها فراهم شد.
نخستین جنگ سپاهیان روس با دولت خوقند بسال ۱۲۶۷ ه‍.ق/۱۸۵۰م روی داد و از ۱۸۶۶م به بعد قلمرو خان خوقند منحصر به‌ولایت فرغانه شد و آنهم در ۱۲۹۳ ه‍.ق/۱۸۷۶م ملحق به روسیه گردید.

## شهرهای خواهرخوانده
- ملایر، ایران، از ۲۰۲۳